# 北川里奈
北川里奈（1993年7月6日—）是日本女性聲優，神奈川縣橫濱市出身。研音所屬。血型A型。

## 人物
2013年替《科學小飛俠Crowds》的角色配音聲優出道。

## 演出作品
※粗體字為主要角色。

### 電視動畫
2013年
- 科學小飛俠Crowds（園兒、乘客、女性、谷口宏美、投稿者）

2014年
- Happiness Charge 光之美少女！（大森悠子／蜂蜜天使[5]）
- 反斗小王子（街上的人）
- 寄生獸 生命的準則（女服務生、女）
- 麵包超人（小孩）

2015年
- 寄生獸 生命的準則（女子大生）
- 血界戰線（安潔莉卡）
- 俺物語！！（山崎菜菜子[6]、真緒、女子3、女同學1）
- 科學小飛俠Crowds insight（龜澤蘭、女性、空大人）
- 蠟筆小新（小孩A、浴巾美人）
- 魯邦三世 2015年系列（莉莎）
- 新·我們這一家（女招待員2）

2016年
- 魔法護士小麥R（奈奈）
- 蠟筆小新（大姐姐C、接待員）
- 金田一少年之事件簿 第2期（相馬真紀）
- 麵包超人（烤豆腐）
- 少年阿貝 GO！GO！小芝麻（坂田的哥哥）
- 飛翔的魔女（女學生、少年A）
- orange橘色奇蹟（男學生、女學生、真理惠）
- 龍族拼圖X（秘書）
- 競女!!!!!!!!（小刀沙彌）

2017年
- 七龙珠超（莉普莉安）
- 名侦探柯南（蒲生小雪）
- 犬屋敷（安堂〈小學生〉、學生）

2018年
- 名侦探柯南（教师）
- 狐狸之聲（玲）

2020年
- 球詠（川崎稜[7]）

### 劇場版動畫
2013年
- 魯邦三世VS名偵探柯南 THE MOVIE（艾米力歐的歌迷）

2014年
- Happiness Charge 光之美少女！人偶之國的芭蕾舞女（大森悠子／蜂蜜天使[8]）

2015年
- 光之美少女 All Stars 春之嘉年華♪（大森悠子／蜂蜜天使[9]）

2016年
- 光之美少女 All Stars 大家歌唱吧♪奇跡的魔法！（大森悠子／蜂蜜天使）
- 千惠理和大櫻桃（勝太）[10][11]

### 遊戲
2014年
- 戰國X
- 妖女大戰
- Happiness Charge 光之美少女！變身☆收藏集（大森悠子／蜂蜜天使[1]）

2015年
- 妖怪百姬（山精[12]、鳳凰）
- 擂台☆夢想 女子摔角大戰（飯田知世子）

2016年
- 被薔薇掩蓋的真實（瑪莉·安東尼[13]）
- 最終幻想XV（露娜弗蕾亞·諾克斯·芙爾雷[14]）
- 徽章戰士女孩任務（國城小百合[15]）

2017年
- 星界神話（星霊・ノルン）
- 超级七龙珠群雄（莉普莉安）

2018年
- 食之契約（牛奶、提拉米蘇、壽司）

2019年
- 七龙珠 异战2（莉普莉安）

### 外語配音
2014年
- Heatstroke（喬／梅西·威廉斯[16]）

2016年
- Rock the Kasbah（薩莉瑪）

### 音樂CD
| 發售日   | 名稱                                         | 演唱名義                                                                         | 歌曲名稱 | 商業搭配                                                            |
| 2014年   | 2014年                                       | 2014年                                                                           | 2014年   | 2014年                                                              |
| -------- | -------------------------------------------- | -------------------------------------------------------------------------------- | -------- | ------------------------------------------------------------------- |
| 7月23日  | Happiness Charge 光之美少女！ 歌曲專輯1 〜〜 | 蜂蜜天使（北川里奈）                                                             | 「」     | 電視動畫《Happiness Charge 光之美少女！》角色歌                     |
| 7月23日  | Happiness Charge 光之美少女！ 歌曲專輯1 〜〜 | Happiness Charge 光之美少女！（中島愛、潘惠美、北川里奈、戶松遙）                | 「」     | 電視動畫《Happiness Charge 光之美少女！》角色歌                     |
| 10月8日  |                                              | 可愛天使（中島愛）、公主天使（潘惠美）、蜂蜜天使（北川里奈）、命運天使（戶松遙） | 「」     | 劇場版動畫《Happiness Charge 光之美少女！人偶之國的芭蕾舞女》插入曲 |
| 11月19日 | Happiness Charge 光之美少女！ 歌曲專輯2      | 大森悠子（北川里奈）                                                             | 「」     | 電視動畫《Happiness Charge 光之美少女！》角色歌                     |
| 11月19日 | Happiness Charge 光之美少女！ 歌曲專輯2      | 愛乃惠（中島愛）、大森優子（北川里奈）、相樂誠司（金本涼輔）                     | 「」     | 電視動畫《Happiness Charge 光之美少女！》角色歌                     |
| 11月19日 | Happiness Charge 光之美少女！ 歌曲專輯2      | 可愛天使（中島愛）、公主天使（潘惠美）、蜂蜜天使（北川里奈）、命運天使（戶松遙） | 「」     | 電視動畫《Happiness Charge 光之美少女！》插入曲                     |
| 2015年   |                                              |                                                                                  |          |                                                                     |
| 3月11日  |                                              | 光之美少女All Stars                                                              | 「」     | 劇場版動畫《光之美少女 All Stars 春之嘉年華♪》插入曲                |

## 外部連結
- 事務所官方簡歷（日語）
- 北川里奈官方BLOG（页面存档备份，存于）（日語）
- 北川里奈 official的X（前Twitter）（日語）